# Ohshimella ehrenbergii
Ohshimella ehrenbergii is een zeekomkommer uit de familie Sclerodactylidae.
De wetenschappelijke naam van de soort werd in 1868 gepubliceerd door Emil Selenka.